# Devin Sweetney
Devin Antonio Sweetney (Washington, 23 ottobre 1987) è un allenatore di pallacanestro ed ex cestista statunitense.

## Palmarès

### Club
- Campionato svizzero: 1

Lugano Tigers: 2013-14

### Individuale
- NBL Canada Most Valuable Player: 1

2013
- Top scorer "La Mobilière" Swiss Basketball League: 1

2013-2014